# Voorhoute
Het kasteel Voorhoute of Voorhout stond in het Nederlandse dorp Kruiningen, provincie Zeeland. Van het kasteel zijn geen zichtbare restanten behouden gebleven. Het wandelpad tussen de Snellemarkt en de Burgemeester Vogelaarstraat is mogelijk een overblijfsel van de oude toegangsweg naar het kasteel.

## Geschiedenis
Over de oudste vermelding van het kasteel bestaat geen duidelijkheid. Op 1 april 1323 droegen Jan van Kruiningen en zijn echtgenote Margriete een kasteel te Kruiningen op aan de Hollandse graaf Willem III om het direct van hem weer in leen terug te ontvangen: mogelijk betreft dit kasteel Voorhoute, maar het is aannemelijker dat dit over het kasteel van Kruiningen gaat. Een andere optie is een vermelding uit 1433, toen Arend van Kruiningen zijn Kruiningse kasteel aan gravin Jacoba van Beieren opdroeg en in erfleen terug ontving.
In ieder geval zal het kasteel waarschijnlijk in de tweede helft van de 14e eeuw zijn gesticht. Het kan zijn dat het kasteel door een lid van de familie Van Kruiningen is gebouwd, maar ook Victor en Hector van Voorhout, bastaardkinderen van de Vlaamse graaf Lodewijk van Male, komen in aanmerking als mogelijke bouwheren. Deze twee broers waren uit Vlaanderen verbannen wegens piraterij en konden hun kasteel in Kruiningen goed gebruiken als nieuwe uitvalsbasis.

### Van Kruiningen
Rond 1420 trouwde Arend van Kruiningen met de erfdochter van de familie Van Voorhout, zodat het kasteel in de familie Van Kruiningen terechtkwam. Hun zoon Arend kreeg de Vlaamse heerlijkheid Voorhout in bezit en zou als heer van Voorhout waarschijnlijk ook de uiteindelijke naam geven aan het Zeeuwse slot. Arend huwde Anna van Reimerswaal en liet het Zeeuwse kasteel en de Vlaamse heerlijkheid na aan hun zoon Joos van Kruiningen.
Joos van Kruiningen trouwde met Jacomina van Kruiningen-Jacobs. Hun zoon Arend (†1561) erfde de bezittingen en ging met zijn echtgenote op kasteel Voorhoute wonen. Ze kregen geen kinderen, waardoor Arends broer Jan alles erfde in 1561. Jans zoon Maximiliaan van Kruiningen verkocht het kasteel in 1581 aan de Antwerpse schepen Anthonius Anselmus (1536-1611). Deze verhuisde echter naar Haarlem en schonk het kasteel als huwelijkscadeau aan zijn dochter.

### Jachtslot
Via vererving en verkoop kwam Voorhoute in 1663 terecht in de familie Van Borsele de Hooge. In 1751 gaf vermoedelijk Philip Jacob van Borsele van der Hooge opdracht het hoofdgebouw van het kasteel te slopen. Voorhoute werd in 1763, 1764 en 1778 verkocht. Bij die laatste verkoop kwam het in bezit van mr. Bastiaan Nebbens (†1807), heer van Kleverskerke. Hij liet op de voorburcht een jachtslot bouwen.
De laatste eigenaar was Jacob de Boe. Na zijn dood is het gehele complex in 1846 gesloopt. Vanwege het bergje dat op het terrein stond bleef het gebied bekendstaan onder de naam Den Berg. Samen met de voormalige slotgracht was dit bergje nog tot de stormvloedramp van 1953 zichtbaar in het landschap. Een jaar later werd de berg afgegraven.
Een gevelsteen met het wapen van Kruiningen is bewaard gebleven.

## Beschrijving
Kasteel Voorhoute stond aan de oostzijde van het dorp Kruiningen, op een eiland van circa 32 bij 28 meter groot. Het bestond uit een langgerekt hoofdgebouw en in het verlengde daarvan een kleinere aanbouw. Haaks op het hoofdgebouw stond een lage, smalle zijvleugel, zodat een L-vorm ontstond. Aan de twee andere zijden van het kasteeleiland waren muren aangebracht, zodat er een omsloten binnenplein was ontstaan. Over de slotgracht lag een ophaalbrug. Het hoofdgebouw is waarschijnlijk het oudste deel en kan uit de 14e of 15e eeuw stammen. De haakse vleugel lijkt in de 16e eeuw toegevoegd.
Het 18e-eeuwse jachtslot van mr. Bastiaan Nebbens bestond uit een herenhuis, koetshuis, wagenhuis en andere bijgebouwen. Er lagen vijvers en er was een heuveltje aangelegd.
Aldegonde · Kasteel van Axel · Baarland · Baarsdorp · Barbestein · Biervliet · Bieweg · Blodenburg · Huis der Boede · Brijdorpe · Bruëlis · 't Burchtje · Burggravensteen · Buttinge · Coxijde · Crayenstein · Duinbeek · Duivelsberg · Ellewoutsdijk · Filippenburg · Geersdijk · Gistellis · Gravenhof · Slot Haamstede · Kasteel Hellenburg · Herkestein · Heuvelsweg · Hoge Huis · Ter Hooge · Hoogkamer · Kats · Kind van Trente · Kleverskerke · Kortgene · Kreke · Kruiningen · Laterdale · Lodijke · Maalstede (Hulst) · Maalstede (Kapelle) · Magdalon · Hof Ter Moere · Moermond · Te Mortiere · Muiden · Hof ter Nisse (Nisse) · Hof ter Nisse (Ossenisse) · Oostende · Oostende (Goes) · Oosterstein · Poelvoorde · Poortvliet · Popkensburg · De Pottere · Poucques · Pronkenburg · Ravenstein · Saeftingher Slot · Kasteel van Sint-Maartensdijk · Schengen · Sluis · Smallegange · Stavenisse · Tolhuis van Iersekeroord · Huus ter Tolne · Torenberg · Torenhoeve · Toren van Bourgondië · Troye · Valkenisse · Vinninghen · Vlissingen · Voorhoute · Waarde · Watervliet · Weldamme · Welland · Huis te Werf · Te Werve · Westenschouwen · Westhove · Westkerke · Windenburg · Zandenburg · Zwanenburg